# Конка у Дугласі

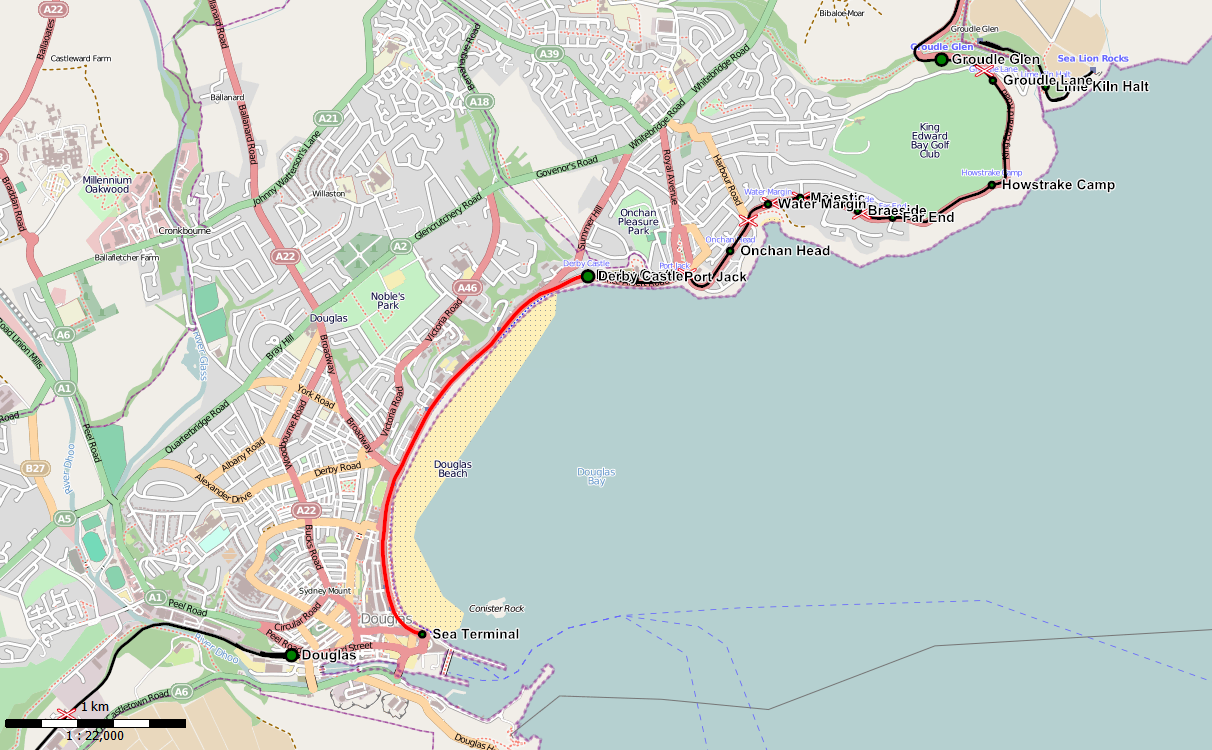
Схема конки у Дугласі

Конка у Дугласі (англ. Douglas Horse Tramway) — лінія конки в Дугласі, столиці острова Мен, одна з трьох трамвайних мереж острова. Станом на 2016, це остання у світі лінія конки, що експлуатувалась в режимі міського громадського транспорту.

## Історія
Конка у Дугласі почала діяти у 1876 році. Своїм створенням трамвай зобов'язаний Томасу Лайтфуту, цивільному інженерові з Шеффілда. До 1882 він залишався власником конки, після чого вона була продана фірмі  Isle of Man Tramways Ltd, що пізніше поміняла назву на Isle of Man Tramways & Electric Power Co Ltd. У 1902 компанія збанкрутувала. Зараз власник трамвая — міська рада Дугласа (Douglas Borough Council, місцеве самоврядування).
Конка у Дугласі діяла протягом усіх років з 1876 року і по 2015, за винятком періоду Другої світової війни. З 1927 року трамвай працює тільки влітку.

## Опис системи
Довжина єдиної лінії конки —  2,8 км. Лінію конки прокладено уздовж морського променаду, від південної кінцевої зупинки на пірсі Вікторія (Victoria Pier) повз морський вокзал (Sea Terminal) до північної кінцевої зупинки Derby Castle, яка одночасно є кінцевою південною зупинкою електричного трамвая (електрична залізниця острова Мен).
Ширина колії — 914 мм. Лінія на всьому протязі двоколійна і сполучена.

## Рухомий склад
Рухомий склад лінії — 23 вагони і 45 коней. Для полегшення праці останні вагони обладнані вальницями кочення. Більшість вагонів — відкриті, але є також як мінімум один закритий вагон з відкритим імперіалом (другим поверхом).

## Організація роботи
Конка діяла з травня по вересень. Час роботи — з 9 години ранку до ? години вечора (розклад сезону 2014 року).
У 2014 році дорослий квиток коштував 3 фунти, квиток для дітей (від 6 до 16 років) і літніх — 2 фунти. Існують також проїзні.
Трамвай приваблює багатьох туристів, які також можуть відвідати стайню трамвая, яка функціонує як музей. У вартість квитка для відвідування стайні (у 2006 році — 5 фунтів для дорослих і 2,5 фунта для дітей і літніх) входить одноразовий квиток для поїздки на трамваї.

## Закриття і відновлення роботи
Конка була невигідна економічно (за 2015 рік збитки склали 263 тисячі фунтів), і 22 січня 2016 року було оголошено, що сезон 2015 року став останнім в роботі конки у Дугласі. Проте після того, як онлайн-петицію проти закриття конки підписало понад 2000 осіб, було вирішено продовжити її функціонування.